# باکتری غیرمتحرک

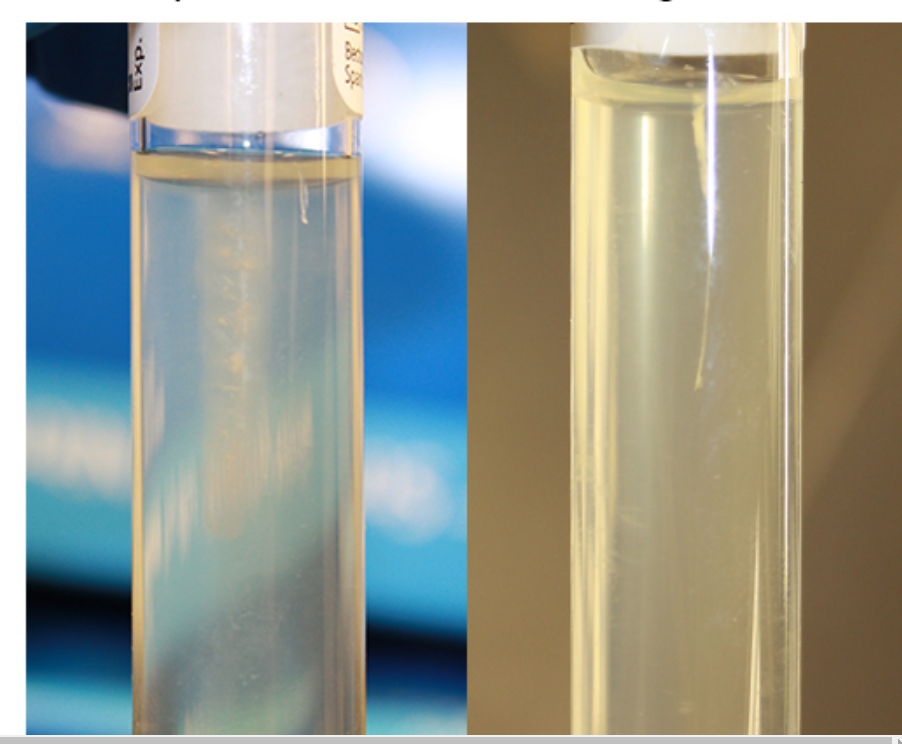
دو نمونه از محفظه‌های نگهداری باکتری‌های متحرک و غیر متحرک

باکتری‌های غیرمتحرک باکتری‌هایی هستند که توانایی و ساختارهای مورد نیاز برای حرکت دادن خود در محیطشان با نیروی خود را ندارند. زمانی که باکتری‌های غیرمتحرک در استب تیوب کشت داده می‌شوند، تنها در طول خط استب رشد می‌کنند. اگر باکتری متحرک باشد، خط پراکنده به نظر می رسد و به درون محیط کشت گسترش خواهد یافت. کلیفرم و استرپتوکوک همانند کلبسیلا پنومونیه ، شیگلا و یرسینیا پستیس نمونه‌هایی از باکتری‌های غیرمتحرک هستند. تحرک یکی از ویژگی‌های مورد استفاده در شناسایی باکتری‌ها و شواهدی از داشتن ساختارهای تاژک پاتریکوس ، تاژک قطبی یا ترکیبی از هر دو است.
هر چند عدم تحرک ممکن است یک نقطه ضعف به نظر برسد، برخی از باکتری‌های غیرمتحرک می‌توانند ساختارهایی شکل دهند که به آن‌ها کمک کند با اطمینان به سلول‌های یوکاریوتی مانند سلول مخاطی GI بچسبند .
انتروکوک مقاوم به وانکومایسین غیر متحرک است در حالی که انتروکوک حساس به وانکومایسین متحرک است. برخی سرده‌ها بر اساس تحرک یا عدم تحرک تقسیم بندی شده‌اند. تحرک با استفاده از محیط کشت تحرک سنجیده می‌شود. مواد مورد نیاز عبارتند از: محیط کشت سنجش تحرک، پودر گوشت مغذی،نمک خوراکی و آب مقطر. یک سوزن مایه کوبی برای قرار دادن نمونه‌های باکتریایی استفاده می‌شود - و نه حلقه. یک اینچ از سوزن درون محیط کشت قرار داده می‌شود. لوله ---- در دمای 38 درجه سانتیگراد انکوبات می‌شود. باکتری‌هایی که متحرک هستند به سمت خارجی ---- رشد می‌کنند و به سمت اطراف و پایین لوله رشد می‌کنند. رشد بایددر 24 تا 48 ساعت مشاهده شود. در مورد برخی گونه ها، باکتری با توجه به تحرکش ناسازگار است.